# رأسمالية استهلاكية
الرأسمالية الاستهلاكية عبارة عن حالة اقتصادية واجتماعية وسياسية نظرية يتم فيها توجيه الطلب على السلع الاستهلاكية، بطريقة مدروسة ومنسقة، وعلى نطاق واسع للغاية، من خلال أساليب التسويق الشامل، لتحقيق مصالح البائعين.
وقد أثارت تلك النظرية الكثير من الجدل. فهي تفترض أن توجيه الطلب على السلع الاستهلاكية فعال للغاية لدرجة أنه يكون له تأثير قسري يصل إلى الانتقال من رأسمالية السوق الحرة، وله تأثيرات سلبية على المجتمع بصفة عامة. ويستخدم البعض هذه العبارة كاختصار لفكرة أكبر بأن مصالح الكيانات غير التجارية الأخرى (الحكومات والأديان والجيش والمؤسسات التعليمية) متداخلة مع مصالح الشركات، وأن تلك الكيانات تشارك كذلك في إدارة التوقعات الاجتماعية من خلال وسائل الإعلام.

## الأصول
يمكن رؤية أصول الرأسمالية الاستهلاكية في تنمية المتاجر الشاملة متعددة الأقسام في الخمسينيات من القرن العشرين، خصوصًا إبداعات الإعلان والتسويق في وناميكرز في فلاديلفيا. ويقول أحد المتخصصين في ذلك ويُدعى ليش إنه كان هناك جهد مدروس ومنسق بين قادة الصناعة الأمريكيين لفصل الطلب على السلع الاستهلاكية عن «الاحتياجات» (التي يمكن الوفاء بها) عن «الرغبات» (التي لا يمكن الوفاء بها). ويتم كذلك استكشاف تلك النقلة الثقافية الممثلة في المتاجر الشاملة متعددة الأقسام في رواية إميل زولا التي أصدرها عام 1883 وتحمل اسم Au Bonheur des Dames، والتي تصف أعمال ومطالبات الإصدار الخيالي من Le Bon Marché.
وفي عام 1919، بدأ إدوارد بيرنييز مستقبله «كمؤسس للعلاقات العامة» وقام بتطبيق مبادئ تطوير علم النفس وعلم الاجتماع بشكل ناجح، كما تمكن من تحفيز الأبحاث لتوجيه رأي العامة لصالح منتجات مثل السجائر والصابون وكالفين كوليدج. (وقد شعر بيرنايز بالحزن الشديد عندما وجد أن كتابه بلورة الرأي العام (Crystallizing Public Opinion) كان إلهامًا مباشرًا من حملات دعاية جوزيف غوبلز.) وقد حسنت الأساليب الجديدة للإنتاج الميكانيكي، والتي تم تطويرها في هذه العقود، قنوات اتصال التسويق الشامل وقدرته على التوجيه. وقد تم وصف هذا التطوير في وقت مبكر للغاية من العشرينيات من القرن العشرين على يد والتر بنجامين والأعضاء ذوي الصلة من مدرسة فرانكفورت، والذين توقعوا التداعيات التجارية والمجتمعية والسياسية.
وفي تاريخ الشركات، شهدت فترة منتصف العشرينيات من القرن العشرين تحفيز ألفريد بي سلوان لزيادة الطلب على منتجات جنرال موتورز من خلال تأسيس النموذج السنوي للتغيير والتقادم المخطط له، وهي حركة غيرت ديناميكيات أكبر شركة صناعية في العالم، لتنتقل من الإبداعات التقنية نحو الوفاء بتوقعات السوق.
وربما وقع أوضح مثال على تكتيكات الرأسمالية الاستهلاكية في تاريخ الولايات المتحدة خلال الحرب العالمية الأولى. فخلال تلك الحرب، نشرت حكومة الولايات المتحدة العديد من الحملات والإعلانات الموجهة للفوز بالدعم من أجل المشاركة في الحرب. وفي هذا الوقت، كانت تشتهر مشاركة الحكومة في الاقتصاد على أنها دعاية إعلانية. وكانت الإعلانات والملصقات والحملات منتشرة في كل مكان، مما شجع العامة على المشاركة في الاقتصاد واستهلاك المزيد. وقد شجعت العديد من هذه المحاولات الشعبية الاستهلاك الشامل للأطعمة المحلية للمساهمة في الاقتصاد ودعم الحرب. وتناقش سيليا مالون كينجسبري في كتابها كيفية توجيه الحكومة اقتصادها أثناء الحرب بطريقة تحول بها استهلاك الأطعمة المحلية إلى «سلاح قوي». وقد وجهت الحكومة العامة من خلال تحويل التجارة إلى نوع من أنواع القومية والفخر والدعم للدولة التي ينتمي إليها الفرد.

## النقد
يرى منتقدو الرأسمالية الاستهلاكية أن الإعلان لا يكون قسريًا ولا يكون فعالاً في الغالب، وأن كارثة إدسل في عام 1958 كانت دليلاً على أنه حتى صناعة السيارات القوية لا يمكن أن تتعامل مع الرأي العام بشكل ناجح، وأن الادعاءات بوجود جهود منسقة لتوجيه الرأي العام ليست أكثر من نظرية مؤامرة.
وقد قدم الفيلسوف الفرنسي برنارد ستيجلر مساهمة هامة فيما يتعلق بنقد الرأسمالية الاستهلاكية، إلا أنه لم يتم ترجمة إلا أقل القليل من ذلك إلى اللغة الإنجليزية. ويقول ستيجلر إن الرأسمالية اليوم لا يحكمها الإنتاج، ولكن يحكمها الاستهلاك، وأن الأساليب المستخدمة لخلق سلوكيات استهلاكية ترقى إلى تدمير نفسية وجماعية التميز. وهو يقول إن التحول من طاقة اللبيدو نحو استهلاك المنتجات الاستهلاكية يؤدي إلى دورة إدمان، مما يؤدي إلى الإفراط في الاستهلاك واستنفاد الرغبات وسيطرة البؤس الرمزي.

## الرأسمالية الاستهلاكية اليوم
في ضوء الصعوبات الاقتصادية التي تعاني منها الولايات المتحدة اليوم بسبب الاعتماد الشديد على النفط، فإن تكتيكات الرأسمالية الاستهلاكية قد تم دمجها كوسيلة لتعزيز الاقتصاد. وتشتمل بعض هذه التكتيكات على حوافز حكومية لشراء المنتجات «التي لا تضر بالبيئة»، مثل الخصومات الضريبية على تحسينات المنازل التي تؤدي إلى توفير الطاقة أو شراء السيارات الهجينة. وعلى الرغم من ذلك، توجد انتقادات موجهة تجاه هذه التكتيات. فعلى سبيل المثال، لا يرى جيمس جوستاف، عميد كلية يال للبيئة والغابات ومؤلف كتاب جسر على حافة العالم: الرأسمالية والبيئة والعبور من الأزمة إلى الاستدامة (The Bridge at the Edge of the World: Capitalism, the Environment, and Crossing from Crisis to Sustainability)، أن حكومة الولايات المتحدة كان عليها أن تتخذ هذه التكتيكات. وبدلاً من ذلك، يرى جوستاف أن هناك منهجيات تهتم بإصلاح المشكلات البيئية يجب أن تكون في المقدمة، بدلاً من التركيز على إعادة تعزيز الاقتصاد المنهار، حيث أنه يجب ألا نعالج الأعراض فقط، بل يجب معالجة المشكلة ذاتها.